# Свечникова, Анастасия Владимировна
Анастасия Владимировна Свечникова (Зайцева) (узб. Anastasiya Vladimirovna Svechnikova; 20 сентября 1992 года, Ташкент, Узбекистан) — легкоатлетка Узбекистана, специализирующаяся на метании копья, мастер спорта Республики Узбекистан международного класса. Чемпионка мира среди юношей, чемпионка Азии среди юниоров, самая молодая участница Летних Олимпийских игр 2008 и Летних Олимпийских игр 2012.

## Карьера
С 2007 года начала выступать на международной арене. На Чемпионате мира по лёгкой атлетике среди юношей в Остраве (Чехия) в метании копья в финале с результатом 44.67 м заняла двенадцатое место.
В 2008 году на Чемпионате мира по лёгкой атлетике среди юниоров в Быдгоще (Польша) с результатом 51.15 м заняла девятое место. На Чемпионате Азии по лёгкой атлетике среди юниоров в Джакарте (Индонезия) с результатом 51.58 м завоевала серебряную медаль. На Летних Олимпийских играх в Пекине (Китай) в квалификации метнула копьё на 55.31 м и заняла лишь восемнадцатое место, не пройдя в финал турнира.
В 2009 году на Чемпионате мира по лёгкой атлетике среди юношей в Брессаноне (Италия) метнула копьё на 53.25 м и таким образом стала чемпионкой мира среди юношей. В 2010 году на Чемпионате Азии по лёгкой атлетике среди юниоров в Ханой (Вьетнам) с результатом 54.32 м выиграла золотую медаль. На Чемпионате Узбекистана по лёгкой атлетике в Ташкенте метнула копьё на 58.62 м и тем самым стала чемпионкой страны.
В 2011 году на Чемпионате Азии по лёгкой атлетике в Кобе (Япония) заняла лишь девятое место, метнув копьё на 45.26 м. На Чемпионате Узбекистана в Ташкенте метнула копьё на 60.06 м, снова став чемпионкой страны.
В 2012 году в Ташкенте метнула копьё на 61.17 м, установив рекорд страны. На XXX Летних Олимпийских играх в Лондоне (Великобритания) метнула копьё на 51.27 м и заняла лишь восемнадцатое место в квалификации и покинула турнир.
В 2015 году на Чемпионате Азии по лёгкой атлетике в Ухане (Китай) с результатом 50.92 м заняла лишь шестое место. В Бишкеке (Кыргызстан) на международном соревновании на призы Олимпийской чемпионки — Татьяны Колпаковой завоевала первое место с результатом 58.61 м. На Летней Универсиаде в Кванджу (Республика Корея) в квалификации заняла лишь семнадцатое место.
В 2017 году завершила спортивную карьеру.